# Catesbaea longispina
Catesbaea longispina är en måreväxtart som beskrevs av Achille Richard. Catesbaea longispina ingår i släktet Catesbaea och familjen måreväxter.
Artens utbredningsområde är Kuba. Inga underarter finns listade i Catalogue of Life.